# ستيفان أريكسون
ستيفان أريكسون (بالسويدية: Stefan Eriksson)‏ هو سائق سباق سويدي، ولد في 14 ديسمبر 1961.